# Tres danses fantàstiques
Les Tres danses fantàstiques (en rus: Три фантастических танца), op. 5 són un conjunt de tres peces per a piano compostes per Dmitri Xostakóvitx mentre era estudiant al Conservatori de Petrograd. Estan dedicats a Iossif Xvarts, un amic i company de la classe de piano de Leonid Nikolàiev. És la composició per a piano més primerenca de Xostakóvitx, escrita el 1922 quan tenia setze anys.

## Danses
1. Marxa – Allegretto
2. Vals – Andantino
3. Polca – Allegretto

## Història
Xostakóvitx va completar la primera de les Tres danses fantàstiques el 4 de desembre de 1920, i les dues restants es van completar el 1922. Va dedicar l'obra al seu amic Iossif Xvarts, un company i alumne de la classe de piano de Leonid Nikolàiev, que el considerava com un dels seus millors alumnes. El mateix Xostakóvitx admirava la interpretació de Xvarts i va dir que estava "fascinat pel seu acabat refinat, la seva meticulosa comprensió dels desitjos del compositor i la seva excel·lent tècnica".
Les fonts no coincideixen sobre quan i on es va estrenar les Tres danses fantàstiques. Hans Sikorski Musikverlage, que publica la música de Xostakóvitx, indica el 20 de març de 1923 a la Sala Petita del Conservatori de Petrograd com a data i lloc d'estrena. Andrei Kryukov va escriure que, segons els registres del conservatori, l'estrena va tenir lloc el 31 de juliol de 1922, com a part d'una sèrie de concerts de música nova de dilluns a la nit presentats a l'Institut Estatal d'Història de l'Art a Petrograd.
Segons Iuri Yiulin, les Tres danses fantàstiques "va sorprendre [els companys d'estudis de Xostakóvitx] amb la seva frescor, originalitat i domini madur". Més tard, l'any 1923, Xostakóvitx va col·laborar en un tractament coreogràfic de la música amb Maria Ponna, una campiona de natació convertida en ballarina, i Kassian Goleizovski. Aquesta es va realitzar a la Sala Principal de l'Oficina de Pesos i Mesures. La mare de Xostakóvitx, que va assistir a l'actuació, va quedar escandalitzada. Segons Sofia Khentova, Xostakóvitx va aprofitar l'experiència amb Ponna i Goleizovski mentre componia el seu primer ballet, L'edat d'or.
Xostakóvitx va incloure les Tres danses fantàstiques en el seu debut a Moscou com a compositor i pianista el 20 de març de 1925. El programa incloïa una selecció de les seves obres vocals, de cambra i piano solista, així com música del seu amic Vissarion Xebalín.

## Anàlisi musical
Escrits seguint els estils de ball tradicionals, aquests treballs es mantenen tonals, però ja presenten interessants característiques harmòniques i poc ortodoxes, pròpies de Xostakóvitx.